# João de Sousa Carvalho
João de Sousa Carvalho (22. února 1745 Estremoz – 1799 Alentejo) byl portugalský hudební skladatel.

## Život
Narodil se v roce 1745 jako syn Paula de Carvalho a Any Marie Angeliny. Ve věku osmi let byl přijat na konzervatoř Colegio dos Santos Reis ve Vila Viçosa. Portugalský král Josef I. Portugalský, velký milovník opery, mu poskytl stipendium ke studiu na neapolské konzervatoři Conservatorio di Sant'Onofrio a Porta Capuana. Již v roce 1766 uvedl v Teatro delle Dame v Římě operu La Nitteti na text Pietra Metastasia.
O rok později se vrátil do Portugalska a stal se členem lisabonské hudební společnosti Irmandade de Santa Cecilia a profesorem kontrapunktu na biskupském semináři Seminário da Patriarcal. Tam působil od roku 1769 do roku 1773 jako učitel a od roku 1773 do roku 1798 jako Mestre de Capela (kapelník). Mezi jeho žáky byli pozdější přední portugalští skladatelé jako António Leal Moreira, João José Baldi a Marcos António Portugal. V roce 1778 vystřídal Davida Pereze ve funkci oficiálního učitele hudby portugalské královské rodiny. V té době býval pověřován kompozicí skladeb k oficiální příležitostem. Mimo jiné zkomponoval operu Testoride Argonauta k otevření královského paláce Palácio de Queluz v roce 1780.
V roce 1783 se bohatě oženil a v následujících letech žil na rodinných zámcích v Algarve a Alentejo. V Alentejo skladatel z neznámých příčin zemřel v postní době roku 1799.

## Dílo

### Opery
- La Nitteti (Pietro Metastasio, 1766 Řím, Teatro delle Dame)
- L'amore industrioso (Gaetano Casori, 1769 Lisabon)
- Eumene (Apostolo Zeno, 1773 Lisabon)
- Testoride Argonauta (Gaetano Martinelli, 1780 Palácio de Queluz, Ajuda, Lisabon)
- Nettuno ed Egle (1785 Lisabon)

### Serenády
- O Monumento Imortal (Teotónio Gomes de Carvalho, 1775 Lisabon)
- L'Angelica (P. Metastasio, 1778 Lisabon, Palácio de Queluz)
- Perseo (G. Martinelli, 1779 Lisabon, Palácio de Queluz)
- Seleuco Re di Siria (G. Martinelli, 1781 Lisabon, Palácio de Queluz)
- Everardo II, Re di Lituania (G. Martinelli, 1782 Lisabon, Palácio de Queluz)
- Penelope nella partenza da Sparta (G. Martinelli, 1782 Lisabon)
- L'Endimione (P. Metastasio, 1783 Lisabon, Palácio de Queluz)
- Tomiri (G. Martinelli, 1783 Lisabon)
- Adrasto Re digli Argivi (G. Martinelli, Lisabon, Palácio de Queluz)
- Alcione (G. Martinelli, 1787 Lisabon)
- Numa Pompilio II, Re de Romani (G. Martinelli, 1789 Lisabon)

### Chrámové skladby
- 3 Te Deum (1769, 1789, 1792)
- 2 árie
- 10 mší
- 4 žalmy
- Isacco (oratorium)

Komponoval rovněž komorní hudbu. Jeho skladby pro cembalo jsou stále živé.